# Llista d'ocells de Tuvalu
Aquesta llista d'ocells de Tuvalu inclou totes les espècies d'ocells trobats a Tuvalu: 34, de les quals dues es troben globalment amenaçades d'extinció i 1 hi fou introduïda.
Els ocells s'ordenen per famílies i espècies:

## Procellariidae
- Pterodroma alba
- Puffinus pacificus
- Puffinus nativitatis
- Puffinus lherminieri

## Phaethontidae
- Phaethon rubricauda
- Phaethon lepturus

## Sulidae
- Sula dactylatra
- Sula sula
- Sula leucogaster

## Fregatidae
- Fregata minor
- Fregata ariel

## Ardeidae
- Egretta sacra

## Anatidae
- Anas platyrhynchos

## Phasianidae
- Gallus gallus

## Rallidae
- Gallirallus philippensis

## Charadriidae
- Pluvialis fulva

## Scolopacidae
- Limosa lapponica
- Numenius phaeopus
- Numenius tahitiensis
- Heterosceles brevipes
- Heterosceles incanus
- Arenaria interpres
- Calidris alba

## Sternidae
- Sterna bergii
- Sterna sumatrana
- Sterna lunata
- Sterna anaethetus
- Sterna fuscata
- Anous minutus
- Anous stolidus
- Procelsterna cerulea
- Gygis alba

## Columbidae
- Ducula pacifica

## Cuculidae
- Eudynamys taitensis[1]